# Kausani
Kausani – wioska górska w północnych Indiach w stanie Uttarakhand, w Himalajach Małych. Ulubione miejsce wypoczynku w górach Mahatmy Gandhiego.